# Pātan (ort i Indien, Chhattisgarh)
Pātan är en ort i Indien.   Den ligger i distriktet Durg och delstaten Chhattisgarh, i den centrala delen av landet, 1 000 km söder om huvudstaden New Delhi. Pātan ligger 300 meter över havet och antalet invånare är 9 332.
Terrängen runt Pātan är mycket platt. Runt Pātan är det tätbefolkat, med 266 invånare per kvadratkilometer. Det finns inga andra samhällen i närheten. Trakten runt Pātan består till största delen av jordbruksmark.